# Mary G. Ross
Pour les articles homonymes, voir Ross.
Mary Golda Ross (9 août 1908 — 29 avril 2008) est une mathématicienne et ingénieure américaine. Elle est la première ingénieure amérindienne du programme spatial américain. Elle a notamment travaillé à la conception de la fusée Agena.

## Biographie
Mary Golda Ross naît à Park Hill, dans l'Oklahoma, deuxième des cinq enfants de William Wallace et Mary Henrietta Moore Ross. Elle est l'arrière-petite-fille du chef cherokee John Ross. Elle fait ses études secondaires à Tahlequah, puis elle s'inscrit à l'institut de formation des enseignants de la Northeastern State University où elle obtient son diplôme de mathématiques en 1928.

## Activités professionnelles
Mary Ross enseigne les mathématiques et les sciences dans les écoles rurales de l'Oklahoma durant les années 1930. Puis elle réussit l'examen d'entrée dans la fonction publique et travaille pour le Bureau des affaires indiennes à Washington. En 1937, elle obtient un poste de conseillère dans une école de filles amérindiennes à Santa Fe, au Nouveau-Mexique,. En août 1938, sa candidature pour préparer une maîtrise au Colorado State College of Education à Greeley est acceptée et elle reprend des études de mathématiques au Colorado State Teachers College à Greeley, où elle obtient un master en 1928 en se spécialisant en astronomie. 
Elle s'installe en Californie en 1941 pendant la Seconde Guerre mondiale. Elle est engagée comme mathématicienne par la firme aéronautique et aérospatiale Lockheed en 1942 et travaille sur les effets de la pression sur l'avion militaire Lockheed P-38 Lightning,. Mary Ross est chargée des problèmes de conception liés au vol à grande vitesse et d'aéroélasticité. 
Après la guerre, Lockheed l'envoie suivre une formation qualifiante d'ingénieur à l'université de Californie à Los Angeles. 
En 1952, elle rejoint le programme Skunk Works, de Lockheed, où elle participe aux recherche sur les vols interplanétaires habités et non habités en orbite terrestre, et aux études sur les satellites en orbite à des fins de défense et civiles. Elle travaille notamment sur le projet de fusée Agena et de missions de survol de Vénus et Mars,. 
Ross est nommée ingénieure en chef à la fin des années 1960, et elle travaille sur le véhicule Polaris et les missiles Poséidon et Trident,. 
Elle prend sa retraite en 1973 à Los Altos et continue à travailler pour encourager les femmes et des jeunes d'origine amérindienne à faire des carrières d'ingénieurs. Depuis les années 1950, elle est membre de la Society of Women Engineers et soutient deux organismes amérindiens, l'American Indians in Science and Engineering Society (AISES), et le Council of Energy Resource Tribes. 
Elle participe à 96 ans aux cérémonies d'ouverture du National Museum of the American Indian à Washington en 2004, vêtue d'une robe traditionnelle cherokee. Elle lègue après sa mort une dotation de 400 000 $ au musée,.

## Honneurs et distinctions
- Temple de la renommée du Silicon Valley Engineering Council, 1992[15].
- Femme de l'année de la péninsule, par la société de communication des femmes Theta Sigma Phi[5].
- Prix d'excellence décerné par l'American Indian Science and Engineering Society (en) et le Council of Energy Resource Tribes (en).
- Prix du San Francisco Examiner pour les femmes, 1961[15].
- Prix Woman of Achievement, Fédération des clubs professionnels et professionnels de l'État de Californie, 1961[15].
- Membre à vie de la Society of Women Engineers[16].
- Un Google Doodle l'honore le 9 août 2018[17],[16].
- Son effigie est représentée sur le revers du dollar de Sacagawea 2019[18],[19].
- L'astéroïde (170700) Marygoldaross est nommé en son honneur[20].